# Enneapterygius nigricauda
Enneapterygius nigricauda är en fiskart som beskrevs av Fricke, 1997. Enneapterygius nigricauda ingår i släktet Enneapterygius och familjen Tripterygiidae. Inga underarter finns listade i Catalogue of Life.